# Notorious (2009)
Notorious (bra: Notorious B.I.G. - Nenhum Sonho É Grande Demais; prt: Notorious) é um filme biográfico e dramático norte-americano de 2009, dirigido por George Tillman, Jr., inspirado na vida e obra do rapper norte-americano The Notorious B.I.G.

## Recepção
O Metacritic, que usa uma média ponderada, atribuiu ao filme uma pontuação de 60 em 100, baseado em 32 críticos, indicando críticas "mistas ou médias".

## Elenco
- Jamal Woolard.......The Notorious B.I.G.
- Christopher "CJ" Wallace, Jr........Notorious B.I.G. jovem
- Derek Luke.......Sean Combs
- Marc John Jefferies.......Lil' Cease
- Angela Bassett.......Voletta Wallace
- Anthony Mackie....... Tupac Shakur
- Naturi Naughton.......Lil' Kim
- Antonique Smith.......Faith Evans
- Kevin Phillips.......Mark Pitts
- Julia Pace Mitchell.......Jan